# Šemnice
Šemnice es una localidad del distrito de Karlovy Vary en la región de Karlovy Vary, República Checa, con una población estimada a principio del año 2018 de 673 habitantes. 
Se encuentra ubicada al este de la región, cerca de la orilla del río Ohře —un afluente izquierdo del río Elba—, y de la frontera con las regiones de Ústí nad Labem y Pilsen y con Alemania.